# Kuata Island
Kuata Island är en ö i Fiji.   Den ligger i divisionen Västra divisionen, i den nordvästra delen av landet, 160 km nordväst om huvudstaden Suva.